# ブレンダン・ロビンソン
ブレンダン・ロビンソン（Brendan Robinson, 1990年3月1日 - ）は、アメリカ合衆国の俳優。

## 出演作品
- プリティ・リトル・ライアーズ（ルーカス）
- コールドケース7 ザ・ファイナル

ボーンズ